# Almindelig klokkeskilla
Almindelig klokkeskilla (Hyacinthoides non-scripta) er en løgplante med nogle få, ensartede blade fra grunden og en blomsterbærende stængel med en klase af blå blomster. Arten er meget brugt som forårsbebudende prydplante i haver og parker. Blomsterne har en stærk duft.

## Beskrivelse
Almindelig klokkeskilla er en flerårig, urteagtig plante, der har et løg som overvintringsorgan. Fra løget dannes 3-6 grundstillede blade, som er hele og linjeformede med hel rand og parallelle bladribber. Fra midten af bladrosetten dannes en stængel, som bærer blomsterne. 
Blomstringen finder sted i april-maj, hvor man finder blomsterne samlet i en endestillet klase. De enkelte blomster er 3-tallige og regelmæssige med en hængende og klokkeformet, blå krone (af og til ses lyserøde eller hvide kroner). Frugten er en trerummet kapsel med mange, sorte frø.
Rodsystemet udgår fra bunden af løget og er groft og trævlet. 
Højde x bredde og årlig tilvækst: 0,40 x 0,25 m (40 x 25 cm/år).

## Hjemsted
Almindelig klokkeskilla hører hjemme i de kystnære egne af Vesteuropa, dvs. fra Portugal og Spanien over England og Irland til Skotland. Alle steder foretrækker den lyse skove med en næringsrig og forårsfugtig, men senere gerne tør jordbund. 
I Newhall Glen ved floden Esk, Skotland, findes en lysåben skov, domineret af ask. Her vokser arten sammen med bl.a. ahorn, ask, alm. bingelurt, bøg, hassel, alm. mangeløv, alm. røn, burresnerre, dagpragtstjerne, dunbirk, kratviol, prydbregnemos, skovfyr, skovsyre, stor frytle og storbladet elm
| Portal | Portal:Botanik |

## Note
1. ↑  Scottish Natural Heritage: National Vegetation Classification survey for Newhall Glen Site Arkiveret 22. oktober 2007 hos  Wayback Machine (engelsk)